# اتحادیه چوگچ‌ها
اتحادیه چوگچ‌ها (به لاتین: Chaugachha Union) یک منطقهٔ مسکونی در بنگلادش است که در چوگاچا واقع شده‌است.
 اتحادیه چوگچ‌ها ۱۷٫۴۸ کیلومتر مربع مساحت و ۱۲٬۰۹۹ نفر جمعیت دارد.